# Оклендская ратуша
Ратуша Окленда — историческое здание на Квин-стрит в Центральном деловом районе Окленда, Новая Зеландия, известна из-за её постоянного использования для административных функций (таких как заседание Совета и слушания), а также благодаря знаменитому Большому залу и отдельной Концертной палате. Оклендская ратуша и окружающий её район сильно защищены как объект наследия категории А в Оклендском окружном плане.

## История

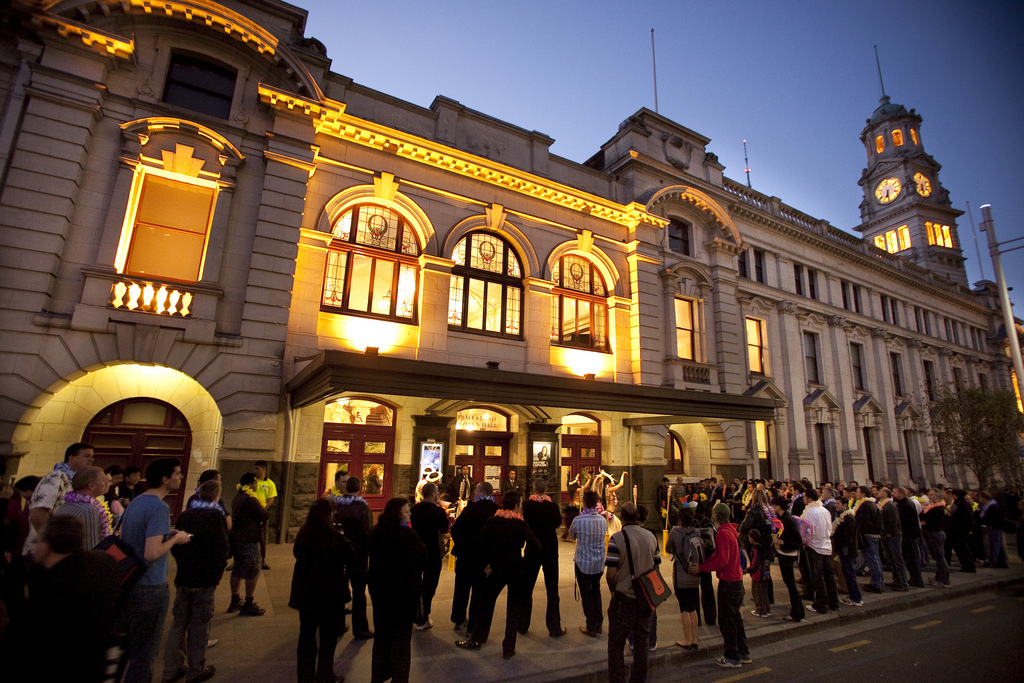
Вход в ратушу с Квин-стрит

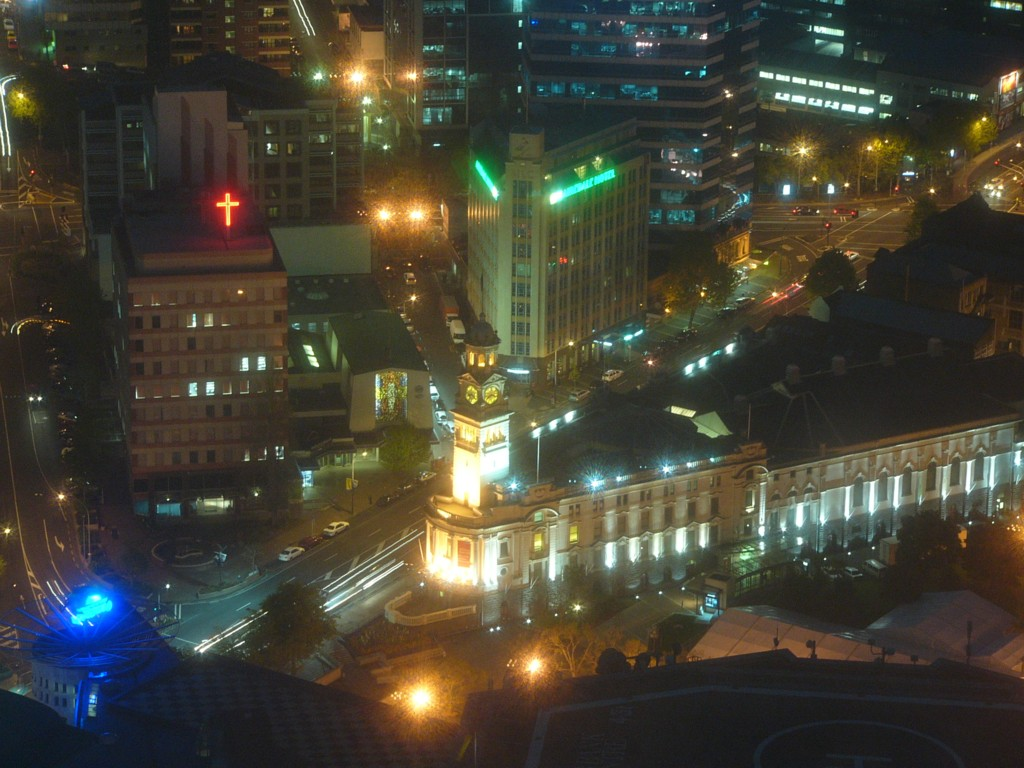
Верхний вид ратуши ночью

### Строительство
Здание, открытое 14 декабря 1911 года лордом Ислингтоном, губернатором Новой Зеландии, является одной из самых известных построек на Квин-стрит. Строительство здания стоило 126 000 фунтов стерлингов (около 21 миллиона долларов в 2017 году) оно было спроектировано австралийским архитектором Джоном Джеймсом Кларком, его проект в стиле Неоренессанс был выбран из 46 предложений. Пятиэтажное здание было специально спроектировано так, чтобы соответствовать клиновидной части земли, которая была приобретена для него в 1870-х годах на стыке Квин-стрит и Грей-стрит. Он имеет поразительное сходство с ратушей Ламбет в Брикстоне, Лондон, построенный примерно в то же время. Ратуша сформировала первое постоянное место в Окленде как администрации, так и развлечений в истории города, с её Большим залом (вмещающим 1 673 человека), смоделированным по Гевандхаусу в Лейпциге, и имеющим одну из лучших акустик в мире.
Внешний вид выполнен из двух видов камня; первый этаж выполнен из темного вулканического базальта, сильно подверженного коррозии, что контрастирует с бледной каменной кладкой верхних этажей. Известняк Оамару с южного острова использовался для верхней части здания. Нижняя часть часто считается сделанной из Оклендского базальта, но фактически этот базальт был получен из Мельбурна в Австралии. Вероятно, это связано с тем, что у архитекторов уже есть история поиска качественного камня из карьеров, а также с наличием мощных паровых пил для обработки сложного камня.
Интерьер содержит несколько разновидностей английских керамических поверхностей — тесселированные полы и глазурованные керамические плитки. Полукруглая палата Совета оснащена деревянными панелями и электрическими светильниками в стиле модерн, а витражи — особенность всех основных комнат. Потолки на всех основных этажах украшены качественной штукатуркой, самая сложная — в Большой палате. Большие четырёхсторонние часы в башне здания были подарены Артуром Майерсом (Депутатом и бывшим мэром Окленда), а трубный орган Большого зала — сэром Генри Бреттом. Проект Ратуши отстаивал Майерс до и во время его пребывания в качестве мэра (1905—1909), и одним из его последних постулатов было заложить фундамент.
Интерьер интерьера Ратуши был экстенсивно восстановлен в 1994—1997 годах по цене 33 млн. Новозеландских долларов, частично потому, что структура неармированной кладки не соответствовала стандартам землетрясений. Австралийская инженерная фирма Sinclair Knight Merz разработала различные технологии для укрепления структуры без существенного изменения характера наследия здания.
В 2007 году экстерьер подвергся дополнительным реставрационным работам. Ряд декоративных деталей на внешней стороне был удален в 1950-х годах из-за проблем с землетрясением, а некоторые детали из известняка Оамару были повреждены во время агрессивной очистки камня. После тщательных исследований и анализа они были заменены известняком, полученным с тех же уровней карьера Северного Отаго, что и оригинальный камень. Внутренние акустические характеристики были скорректированы путем устранения ранее негарантированных и навязчивых мер вмешательства и их замены менее видимыми и более эффективными методами лечения. Внутренняя лакокрасочная поверхность была полностью восстановлена до оригинальных цветов эдвардианской эпохи. Сложные фрагментированные фарфоровые и глазурованные керамические плитки были восстановлены с точными, новыми целенаправленными репликами в фойе главного входа. Оригинальный ковер был воссоздан (для справки, небольшая часть оригинала была оставлена в одном углу зала Совета). Витражи были восстановлены и (при необходимости), перестроены, и все здание было незаметно защищено от пожара.

### Орган Ратуши

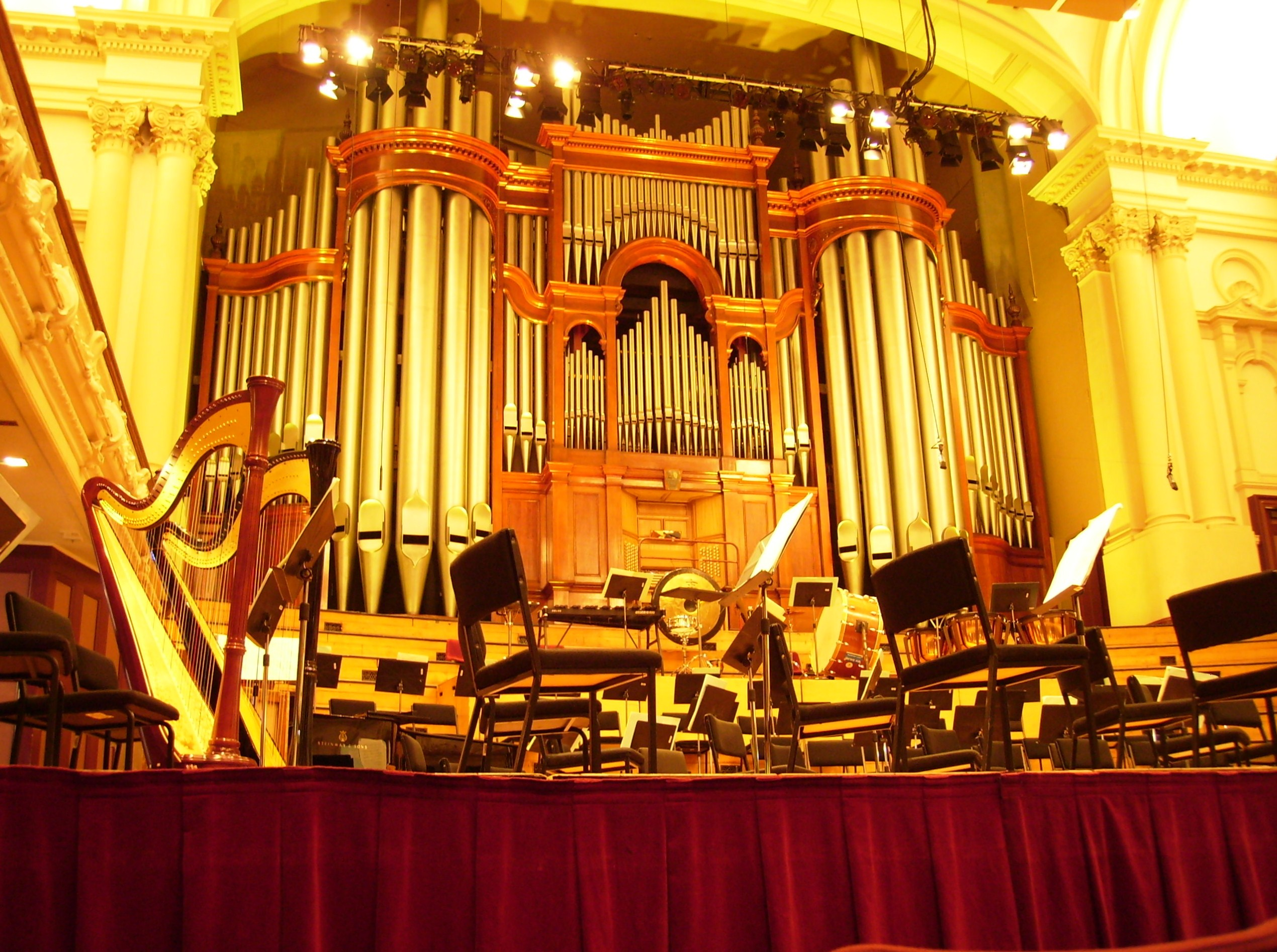
Орган после восстановления в 2010 году

Орган ратуши, датируемый 1911 годом, является крупнейшим музыкальным инструментом в стране и сам является «Защищенным объектом» в законодательстве Новой Зеландии. Он был сильно реконструирован в 1969—1970 годах, когда движение по реформе органов достигло Новой Зеландии, значительно изменив и уменьшив свою первоначальную силу эпохи романтизма, отбросив многие части оригинала и добавив новые, чтобы создать тогдашний модный звук барокко.
Восстановленный орган, включающий оставшиеся части оригинала 1911 года, некоторые недавно восстановленные компоненты и новые элементы, был построен Оргельбау Клайсом из Бонна, Германия. Он вернулся в Большой зал в конце 2008 года и был вновь собран в качестве крупнейшего (и вновь самого мощного).
Окленд-Сити обязался выделить 3 млн. Новозеландских долларов на проект восстановления, а оставшаяся сумма в размере 500 000 долл. США получена за счет частных сборов средств. Восстановленный орган был официально представлен 21 марта 2010 года со специально заказанной симфонией.

### Оркестр Оклендской филармонии
В начале февраля 2016 года сотрудники администрации крупнейшего столичного оркестра Новой Зеландии, Оркестра Оклендской филармонии, переехали в вакантный офис в мэрии, создав оркестр Ратуши в Окленде.